# Bouya
Bouya est une commune rurale située dans le département de Guiaro de la province du Nahouri dans la région du Centre-Sud au Burkina Faso.

## Géographie
Bouya est situé à 5 km au nord-ouest de Guiaro et à 1 km à l'est de Boala.

## Santé et éducation
Le centre de soins le plus proche de Bouya est le centre de santé et de promotion sociale (CSPS) de Boala.